# Копролит из Ллойд-банка

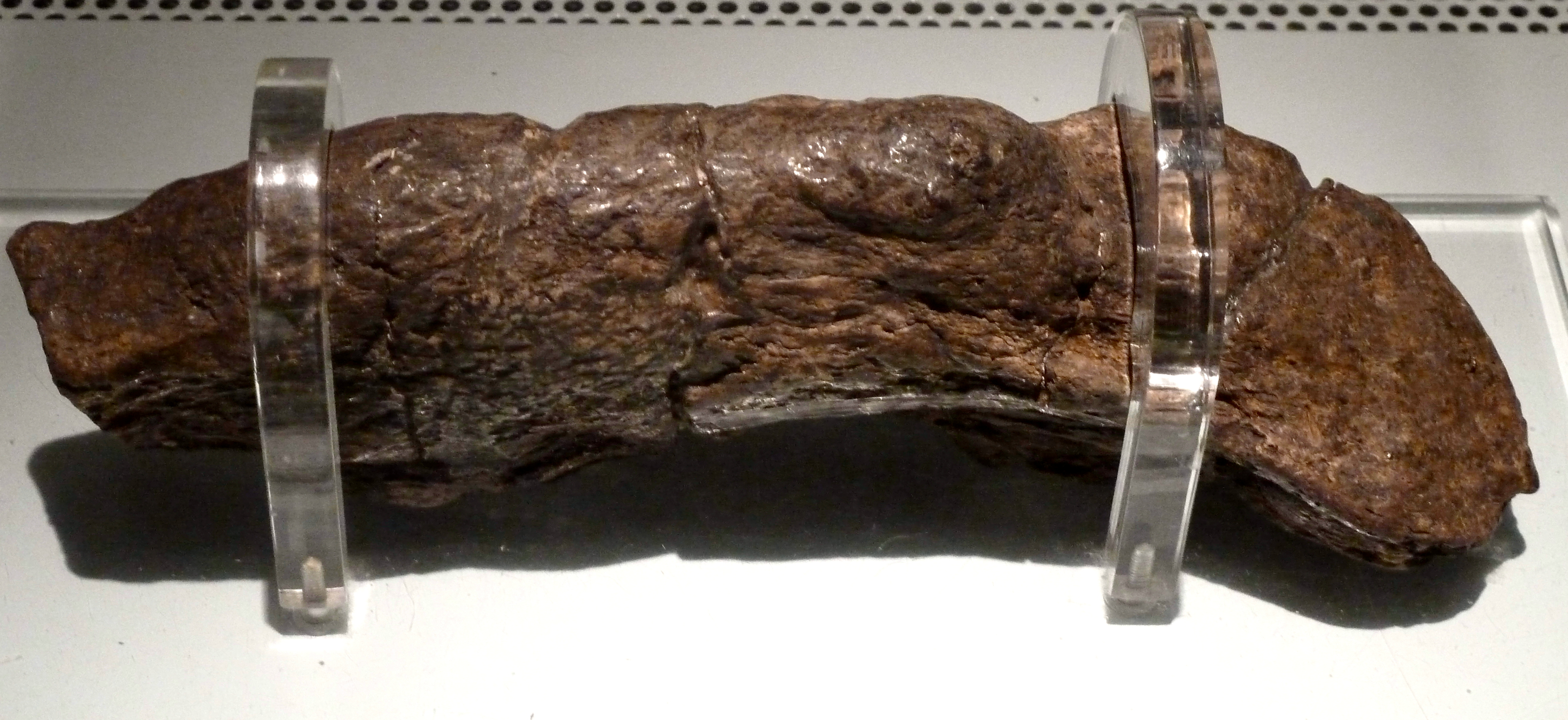
Копролит из Ллойд-банка

Копролит из Ллойд-банка — окаменелость, копролит человека, жившего в X веке в северной Англии.

## История находки
Копролит был обнаружен в 1972 под будущим зданием Ллойд-банка (отсюда название), в городе Йорк, где в X веке находилось поселение викингов.

## Описание
Окаменелость длиной 20 и шириной 5 сантиметров представляет собой крупнейший и лучше всего сохранившийся человеческий копролит, из найденных на начало XXI века.

## Значение
Исключительно хорошая сохранность материала позволила археологам исследовать находку с целью определения диеты человека, который его произвел, и состояния его здоровья. Исследования показали, что человек (пол его определить невозможно) питался преимущественно мясом и хлебом и страдал от паразитарной инфекции кишечника (аскаридоз, трихоцефалёз). В настоящее время окаменелость сохраняется в центре исследования культуры британских викингов Jorvik Viking Centre.